# Louise Phelps Kellogg
Eva Louise Phelps Kellogg  (* 12. Mai 1862 in Milwaukee, Wisconsin; † 11. Juli 1942 in Madison, Wisconsin) war eine US-amerikanische Historikerin und Autorin. 1930 wurde sie als erste Frau zur Präsidentin der Mississippi Valley Historical Association gewählt.

## Leben und Werk
Kellogg war eine von zwei Töchtern von Amherst Willoughby Kellogg und Mary Isabella Phelps Kellogg. Sie wuchs in Evanston (Illinois) auf und wurde am Dearborn Seminary und am Milwaukee College (später Milwaukee-Downer College) ausgebildet. Sie unterrichtete 13 Jahre lang an Privatschulen, bevor sie sich 1895 an der University of Wisconsin–Madison einschrieb. Nach ihrem Bachelor-Abschluss 1897 begann sie ein Studium der amerikanischen Geschichte und arbeitete als wissenschaftliche Mitarbeiterin für Charles Homer Haskins und Frederick Jackson Turner. Sie erhielt ein Reisestipendium der Woman’s Education Association von Boston und studierte ein Jahr an der Sorbonne und an der London School of Economics and Political Science. Sie kehrte an die University of Wisconsin zurück, um ihr Studium bei Frederick Jackson Turner fortzusetzen. Ihre Dissertation, veröffentlicht als The American Colonial Charter (1903), wurde unter der Leitung von Turner geschrieben und erhielt den Justin Winsor-Preis.
Nach ihrer Promotion 1901 wurde sie für eine Stelle in Betracht gezogen, die Charles McLean Andrews und Frances Gardiner Davenport bei der Erstellung eines Leitfadens für Aufzeichnungen zur kolonialamerikanischen Geschichte im British Public Record Office unterstützten sollte. Ein Jahr zuvor war sie Finalistin für eine Stelle als Dekanin der Frauen an der Northwestern University in Chicago gewesen. Ihre Taubheit könnte ein Faktor gewesen sein, der sie daran gehindert hat, diese Positionen zu erreichen. 1901 begann sie bei der State Historical Society von Wisconsin in Madison zu arbeiten und trat 1941 dort als leitende wissenschaftliche Mitarbeiterin in den Ruhestand.
Die State Historical Society führte umfangreiche Sammlungen, die die revolutionären und frühen nationalen Perioden im Mittleren Westen und im oberen Ohio Valley dokumentierten, einschließlich der Manuskripte von Lyman Copeland Draper.   Als wissenschaftliche und redaktionelle Assistentin des leitenden Angestellten der Gesellschaft, Reuben Gold Thwaites, war sie an der Veröffentlichung der Bände 17 bis 20 der Sammlungen der State Historical Society of Wisconsin beteiligt. Zusammen mit Thwaites bearbeitete sie drei Bände mit Auswahlen aus den Draper-Manuskripten, die sich mit dem Unabhängigkeitskrieg im Upper Ohio Valley befassten. Nach dem Tod von Thwaites 1913 gab sie zwei weitere Bände in der Reihe heraus.
Zusätzlich zu diesen Dokumentarsammlungen veröffentlichte Kellogg zwei Monographien und schrieb auch zahlreiche wissenschaftliche Artikel und mehr als fünfzig biografische Einträge über französische Händler und Pioniere in Wisconsin und im alten Nordwesten für die erste Ausgabe des Dictionary of American Biography. Als Mitglied zahlreicher Frauen- und Bürgerverbände, darunter die Daughters of the American Revolution, war Kellogg historische Beraterin der Wisconsin Women’s Christian Temperance Union, der Wisconsin Woman Suffrage Association und der Wisconsin Federation of Women’s Clubs.
Kellogg heiratete nicht und lebte bis zu dessen Tod 1923 bei ihrem Vater. Mitte der 1930er Jahre kaufte sie ein Auto, stellte einen Chauffeur ein und begab sich mit ihrer Cousine auf eine Reise nach Kalifornien. Im Alter von 79 Jahren reiste sie in das historische Vincennes (Indiana) und weiter nach Lexington (Kentucky), um an einem Treffen der Mississippi Valley Historical Association teilzunehmen. Kellogg starb 1942 an einer Embolie und wurde auf dem Forest Home Cemetery in Milwaukee beigesetzt.
Sie erhielt eine Reihe von Ehrentiteln und wurde zum Fellow der British Royal Historical Society ernannt. 1930 wurde sie zur Präsidentin der Mississippi Valley Historical Association gewählt, und 1935 erhielt sie die renommierte Lapham-Medaille von der Wisconsin Archaeological Society. Kellogg war auch in der American Historical Association (AHA) aktiv und war mehr als vierzig Jahre Mitglied.

## Veröffentlichungen (Auswahl)
- The American colonial charter; a study of English administration in relation thereto, chiefly after 1688. 1904.
- The Story of Wisconsin, 1634–1848. In: The Wisconsin Magazine of History, Vol. 3, No. 1, 1919, S. 30–40.
- Pocahontas and Jamestown. In: The Wisconsin Magazine of History, Vol. 25, 1941, S. 38–42.
- The French Regime in the Great Lakes Country. In: Minnesota History, Vol. 12, No. 4, 1931, S. 347–358.